# Pilosella lactucella
Pilosella lactucella (нечуйвітер вушкатий або нечуйвітер вушковий як Hieracium lactucella) — вид рослин з родини айстрових (Asteraceae), поширений у Європі й на заході Сибіру.

## Опис

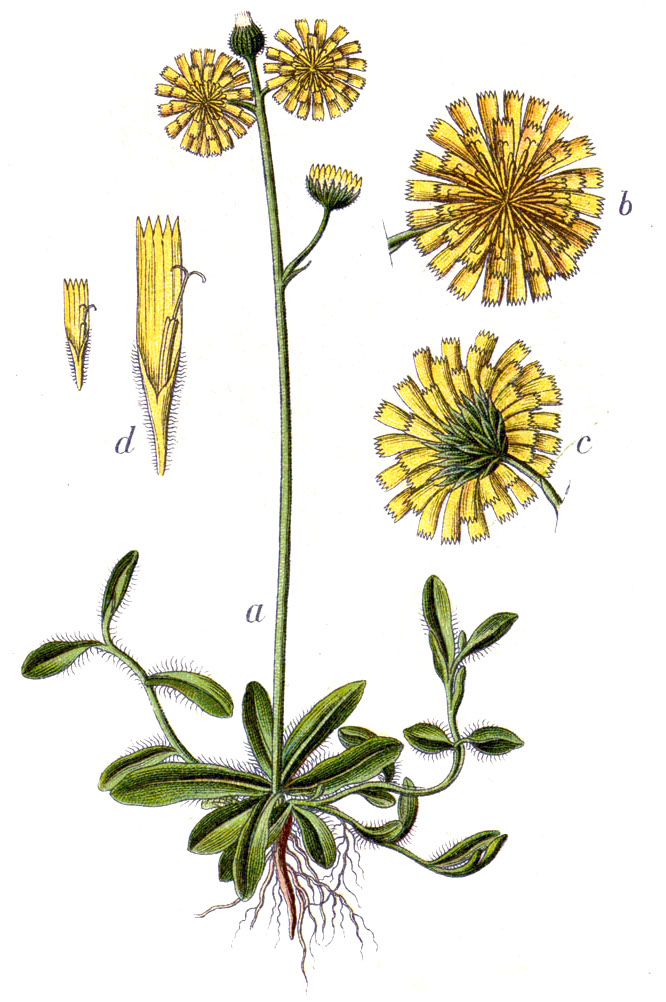

Багаторічна трав'яниста рослина 5–20 см заввишки. Пагони довгі (до 25 см завдовжки), з 6–11 лопатчатими листками.  Прикореневі листки (3–13) лопатчаті або ланцетні. Загальна суцвіття волотисте, з 2–5 зонтиками. Листочки обгорток з небагатьма залізяччям 0.5–0.8 мм завдовжки. Приквітки чорні, широко-світло-обрамлені.

## Поширення
Поширений у Європі й на заході Сибіру.
В Україні вид зростає на луках — на заході.